# KEO
KEO — название предполагаемой космической капсулы времени. Проект начал свою работу в 2003 году и его задача заключается в сохранении сообщений жителей Земли настоящего времени для человечества 50 000 лет спустя, когда капсула вернётся обратно на Землю. Запуск был изначально запланирован на 2006 год, потом откладывался до 2007—2008, 2010—2011, 2012, 2017 и 2019 год. По состоянию на 15 июня 2025 года, дата запуска так и не определена.
Название проекта представляет собой три наиболее часто используемые звука (фонемы) среди распространённых языков современного мира /k/, /e/ и /o/.

## Персональные сообщения
Каждый человек мог внести свой вклад в содержание капсулы времени. На данный момент срок принятия участия окончен. Сообщения могли быть оставлены на веб-сайте проекта или отправлены почтовым письмом. Организаторы призывали писать всех: детей и стариков, богатых и бедных, неграмотных и учёных, так чтобы собрать представителей всех культур, демографических слоёв и групп, населяющих Землю настоящего времени. После запуска спутника сообщения будут опубликованы в Интернете.

## Другое содержание
KEO будет также хранить алмаз с заключённой в него каплей крови человека, выбранного случайным образом, а также воздух, морскую воду и почву. ДНК человеческого генома будет выгравирован на одной из сторон. Спутник также будет нести на своём борту «астрономические часы», которые покажут текущие скорости вращения нескольких пульсаров; фотографии людей всех культур; и "современная Александрийская библиотека" — энциклопедический сборник текущих человеческих знаний.

## Технические аспекты
Сообщения и библиотека будут закодированы в стеклянные, стойкие к радиации DVD. Символьная инструкция в нескольких форматах покажет исследователям будущего, как создать DVD-ридер.
Каждый диск будет состоять из 10 сегментов, по 4,7 ГБ на сегмент.
Сам спутник представляет собой полую сферу диаметром 80 сантиметров. На сфере выгравирована карта Земли, а сама сфера окружена слоем алюминия, термальным слоем, несколькими слоями титана и других прочных металлов. Сфера защищена от космической радиации, от вхождения в атмосферу, космического мусора и т. п. В первые несколько лет в космосе орбита KEO будет корректироваться с Земли. Когда спутник войдёт в атмосферу, термальный слой создаст искусственное свечение, тем самым дав сигнал о своём возвращении. Пассивный спутник не будет иметь какой-либо связи и двигателей. Он будет доставлен на орбиту с помощью одноразовой ракеты-носителя Ариан-5. Высота орбиты будет составлять 1 800 километров над уровнем моря. Спутник вернётся обратно через 500 веков — ровно столько прошло со времён, когда первые люди начали рисовать на стенах пещер.

## История проекта
Проект KEO задуман в 1994 году французским художником и учёным Жан-Марк Филиппом, пионером космического искусства. Сообщения начали собираться и первоначально дата запуска была назначена на 2001 год. Техническая демонстрация возможностей и другие задержки сместили дату запуска на 2019 год.

## В культуре
- Жизнь после людей: в 13 эпизоде «Crypt of Civilization» KEO упоминается в качестве одной из последних капсул времени во Вселенной.